# Aberdeen (Saskatchewan)
Aberdeen es un pueblo canadiense situado en la provincia de Saskatchewan.

## Superficie
Aberdeen tiene una superficie de 1,96 km².

## Demografía
En 2021, tenía 716 habitantes, una densidad poblacional de 364,6 hab./km², y 264 viviendas.